# Museu vivo

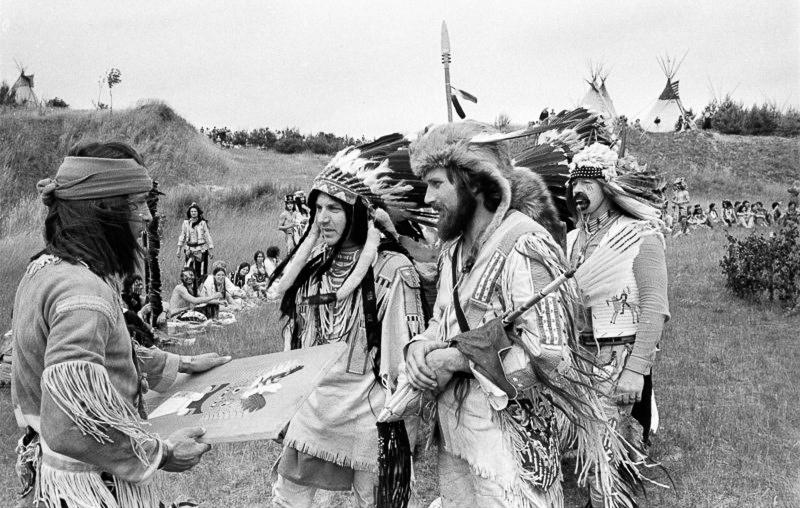
História viva na Alemanha Oriental em um "Encontro Indígena" em 1982 em Schwerin.

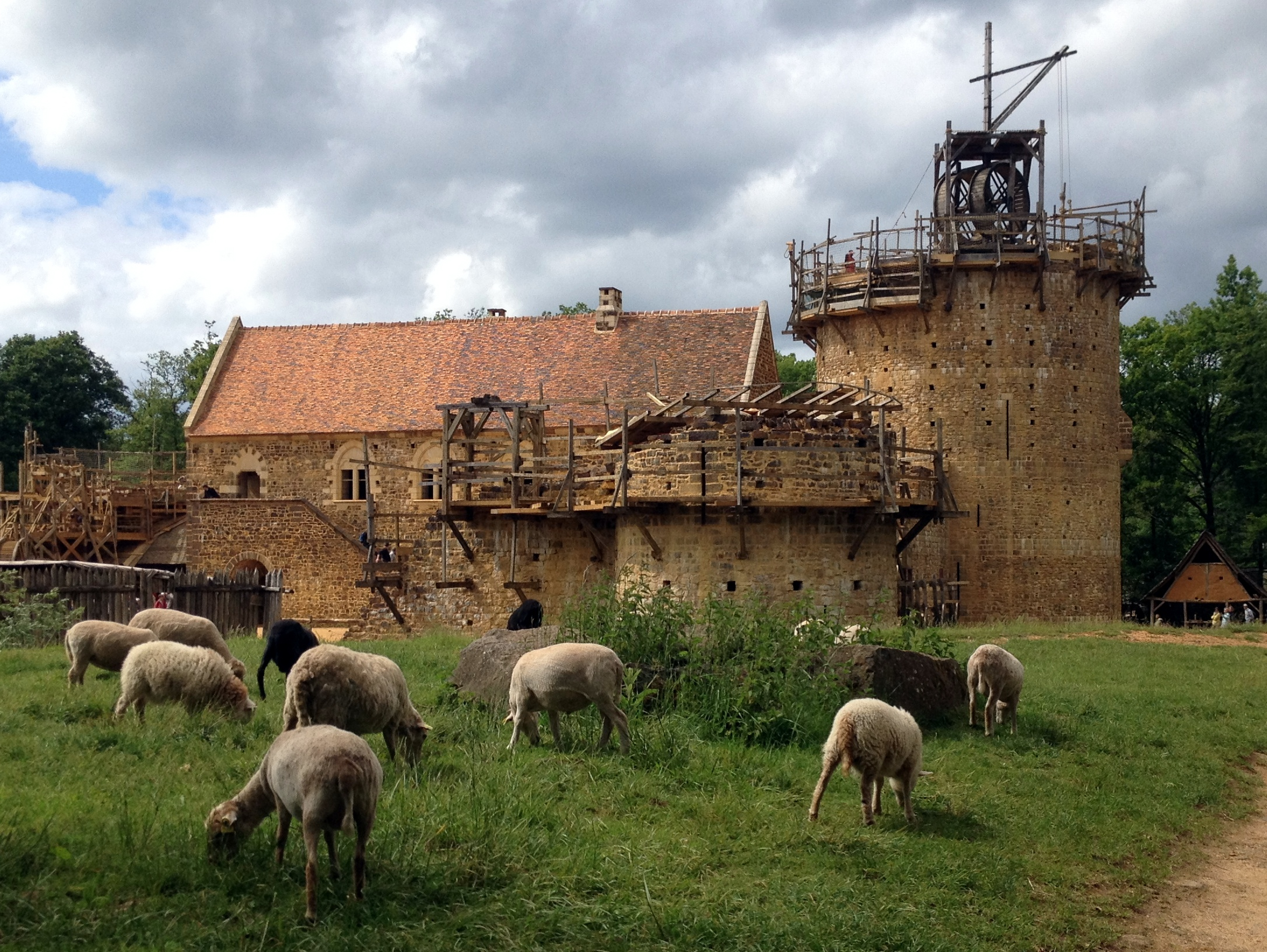
O Castelo de Guédelon na França é um castelo que está sendo construído usando apenas técnicas de construção medievais, ferramentas, trajes e materiais locais.

Um museu vivo, também conhecido como museu de história viva, é um tipo de museu que recria cenários históricos para simular um período de tempo passado, proporcionando aos visitantes uma interpretação experiencial da história. É uma espécie de museu que recria ao máximo as condições de uma cultura, ambiente natural ou período histórico, num exemplo de história viva.
Acadêmicos e profissionais do museu fizeram um trabalho significativo explorando os diferentes estilos de interpretação, como o museu apresenta e explica o papel do historiador fantasiado e como a interação entre o visitante e o intérprete fantasiado impacta a experiência geral do visitante no museu. Jay Anderson, em seu livro de 1984, Time Machines: The World of Living History, define a história viva como uma “tentativa das pessoas de simular a vida em outro tempo” e enfatiza sua importância na cultura americana.
Uma das principais preocupações dos museus de história viva é a ideia de autenticidade. Historiadores vivos definem autenticidade como simulação perfeita entre uma atividade de história viva e o pedaço do passado que ela pretende recriar. Uma grande diferença entre museus de história viva e outras interpretações históricas é que em locais de história viva, a interpretação é geralmente dada no presente na primeira pessoa, em comparação com as narrativas do passado em terceira pessoa dadas em outros locais. Os museus de história viva procuram transmitir aos visitantes a experiência de como era viver no passado. Os críticos dos museus de história viva argumentam que a replicação de estados mentais passados é impossível e, portanto, a história viva é inerentemente imprecisa.